# Denis Neville

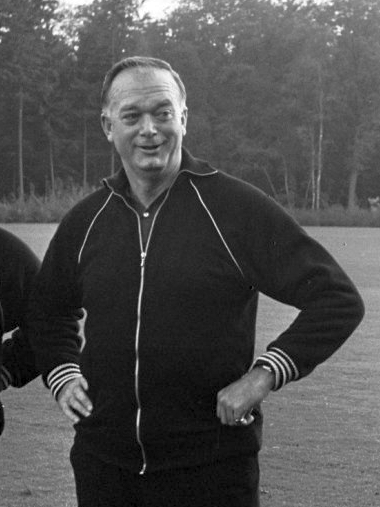
Denis Neville

Denis Neville (* 6. Mai 1915 in London; † 11. Januar 1995 in Rotterdam) war ein britischer Fußballtrainer.

## Leben und Karriere
Neville, ein Cockney, spielte als Jugendlicher in Finchley und Barnet bei Amateurvereinen. Er hätte gern bei Arsenal gespielt – es reichte jedoch letztlich nur für den damaligen Drittligisten Fulham FC, der ihn verpflichtete, als er 17 Jahre alt war. Neville spielte in der Verteidigung oder im Mittelfeld des Klubs aus West-London, der 1932 in die zweite Liga aufstieg. Nach dem Kriegseintritt der Briten 1939 folgte für ihn der Dienst in der Armee. Nach dem Krieg kehrte er zunächst zum Fulham FC zurück, beschloss aber bereits in der Saison 1945/46, die aktive Laufbahn zu beenden und Trainer zu werden. Neben seiner Ausbildung zum Trainer machte er bei der FA auch eine Weiterbildung zum Schiedsrichter.
Nevilles erste Trainerstation war in Dänemark. Er betreute den Odense BK und 1948 die Nationalmannschaft bei den Olympischen Spielen in seiner Heimatstadt London. Im Spiel um die Bronzemedaille besiegten die vom Engländer geführten Dänen die britischen Amateure mit 5:3. Es folgten drei Jahre bei Atalanta Bergamo in Italien, ehe er zum Antwerpschen Klub Berchem Sport nach Belgien wechselte. 1954 schickte ihn die FA nach Indien, wo er neun Monate lang als Berater der indischen Vereine und Verbände tätig war.
Während dieser Zeit kontaktierte ihn der niederländische Erstligist Sparta Rotterdam. In den Niederlanden war 1954 der Profifußball eingeführt worden; Sparta verpflichtete Neville für die Saison 1955/56, die letzte Spielzeit vor Einführung der Eredivisie. Das Arbeitsverhältnis sollte ein Jahr dauern, doch Neville blieb acht Jahre und führte Sparta durch die erfolgreichste Zeit ihrer Geschichte. Die erste Saison unter Neville beendete Sparta als Meister der Hoofdklasse A, wurde in der Meisterschaftsrunde jedoch nur Vierter von vier Teilnehmern. Doch durch die Regionalmeisterschaft war die Qualifikation für die neue Eredivisie, die erste Profiliga, erreicht. Nach den Plätzen acht und neun folgte in der Saison 1958/59 die niederländische Meisterschaft – der sechste Landestitel für Sparta, deren letzter 1915 erspielt worden war. Bereits 1958 und wieder 1962 eroberte Sparta unter Neville den KNVB-Pokal. 1963 suchte Neville eine neue Herausforderung und wechselte zu Scheveningen Holland Sport. Mit Hilfe junger Amateurspieler führte er den Klub in die Spitze der Eerste Divisie.
Im September übernahm Neville zusätzlich zu seiner Anstellung bei Holland Sport die Aufgabe, als Bondscoach die niederländische Nationalmannschaft zu betreuen, nachdem Elek Schwartz zu Benfica Lissabon gewechselt war. Etwas mehr als ein Jahr lang war er für Oranje verantwortlich; zwei Siege, drei Niederlagen und drei Unentschieden standen zu Buche, als er anschließend den Platz für Georg Keßler freimachte.

## Privates
Neville war mit einer Niederländerin verheiratet. Er verbrachte seine letzten Lebensmonate in einer Humanitas-Klinik in Rotterdam, wo er im Januar 1995 im Alter von 79 Jahren starb.